# خس‌نشین واگلکپ
خس‌نشین واگلکپ (نام علمی: Sericornis rufescens) نام یک گونه از سرده خس‌نشین‌ها است.